# Communauté de communes Couze Val d’Allier
Die Communauté de communes Couze Val d’Allier ist ein ehemaliger französischer Gemeindeverband mit der Rechtsform einer Communauté de communes im Département Puy-de-Dôme in der Region Auvergne-Rhône-Alpes. Er wurde am 24. Dezember 1997 gegründet und umfasste sieben Gemeinden. Der Verwaltungssitz befand sich im Ort Neschers.

## Historische Entwicklung
Mit Wirkung vom 1. Januar 2017 fusionierte der Gemeindeverband mit  
- Communauté de communes des Coteaux de l’Allier,
- Communauté de communes du Bassin Minier Montagne,
- Issoire Communauté,
- Communauté de communes du Lembron Val d’Allier,
- Communauté de communes du Pays de Sauxillanges,
- Communauté de communes des Puys et Couzes sowie
- Ardes Communauté

und bildete so die Nachfolgeorganisation Agglo Pays d’Issoire.

## Ehemalige Mitgliedsgemeinden
1. Chadeleuf
2. Coudes
3. Montpeyroux
4. Neschers
5. Parent
6. Plauzat
7. Sauvagnat-Sainte-Marthe